# Liste der Baudenkmale in Ahnsbeck
In der Liste der Baudenkmale in Ahnsbeck sind alle denkmalgeschützten Bauten der niedersächsischen Gemeinde Ahnsbeck (Landkreis Celle) aufgelistet. Die Quelle der Baudenkmale ist der Denkmalatlas Niedersachsen. Der Stand der Liste ist der 12. April 2024.

## Allgemein
In den Spalten befinden sich folgende Informationen:
- Lage: die Adresse des Baudenkmales und die geographischen Koordinaten. Kartenansicht, um Koordinaten zu setzen. In der Kartenansicht sind Baudenkmale ohne Koordinaten mit einem roten Marker dargestellt und können in der Karte gesetzt werden. Baudenkmale ohne Bild sind mit einem blauen Marker gekennzeichnet, Baudenkmale mit Bild mit einem grünen Marker.
- Bezeichnung: Bezeichnung des Baudenkmales
- Beschreibung: die Beschreibung des Baudenkmales. Unter § 3 Abs. 2 NDSchG werden Einzeldenkmale und unter § 3 Abs. 3 NDSchG Gruppen baulicher Anlagen und deren Bestandteile ausgewiesen.
- ID: die Objekt-ID des Baudenkmales
- Bild: ein Bild des Baudenkmales, ggf. zusätzlich mit einem Link zu weiteren Fotos des Baudenkmals im Medienarchiv Wikimedia Commons. Wenn man auf das Kamerasymbol klickt, können Fotos zu Baudenkmalen aus dieser Liste hochgeladen werden:

| Lage                                          | Bezeichnung               | Beschreibung | ID       | Bild |
| --------------------------------------------- | ------------------------- | --- | -------- | ---- |
| Hauptstraße 15 52° 36′ 40″ N, 10° 17′ 5″ O    | Scheune                   | Vierständer-Fachwerkbau unter Halbwalmdach in roter Hohlpfannendeckung. Südöstlicher Wirtschaftsteil mit giebelseitig achsenmittigen Dielentor sowie Ladeluke darüber, Schwellriegel und Torsturz mit Inschriften. Zur Westseite Wohnteil mit südlichen Hauptzugang. Nördlich Wintergarten-Anbau. 1858 errichtet. | 33731402 | BW   |
| Hauptstraße 21 52° 36′ 33″ N, 10° 17′ 8″ O    | Wohn-/ Wirtschaftsgebäude | Langgestreckter Fachwerkbau, teils massiv unterfangen, unter Satteldach in roter Hohlpfannendeckung. Zur Ostseite eingezogene Fassade, und somit mit dem Dachüberstand auf Kopfbändern einen Unterstand bildend. Ebenfalls östlich weitere Wirtschaftsöffnungen. | 33731421 | BW   |
| Kapellenstraße 9 52° 36′ 33″ N, 10° 17′ 21″ O | Fachwerk-Kapelle          | Saalkirche als Fachwerkbau mit einem polygonalen Chorschluss auf Feldsteinsockel unter Walmdach in roter Hohlpfannendeckung, westlich Glockenturm. Langhaus mit nördlichen, rundbogigen hölzernen Hauptportal mit Datierung „1711“ im Torsturz, Rechteckfenstern und roter Backsteinausfachung. Im Inneren flache Bohlen-Balkendecke von 1750 (i) mit vegetabiler akanthusähnlicher Deckenmalerei, Empore sowie Altar von um 1500. Der westliche Glockenturm über quadratischen Grundriss als Fachwerkgerüst mit Andreaskreuzen, durch Brückenbau mit Kirchenschiff verbunden. Außenfassade vollständig in Vertikalbehang verbrettert mit nördlicher Uhr, scheitrechten Schallarkaden und hohlpfannengedeckten Pyramidendach. | 33731440 |      |
| Kapellenstraße 9 52° 36′ 34″ N, 10° 17′ 21″ O | Gefallenendenkmal         | | 33731460 | BW   |
| Kötnerstraße 2 52° 36′ 40″ N, 10° 17′ 3″ O    | Scheune                   | | 33731482 | BW   |
| Kötnerstraße 6 52° 36′ 38″ N, 10° 17′ 0″ O    | Scheune                   | Drei baulich gekoppelte Scheunen als allseitig verbretterte Fachwerkbauten auf niveauausgleichendem Backsteinsockel unter unterschiedlich hohen Satteldächern in roter Hohlpfannendeckung. Nördlicher Abschluss des Mehrseithofes, in zweiter Hälfte 19. Jh. errichtet. | 33731520 | BW   |
| Osterkamp 4 52° 36′ 35″ N, 10° 17′ 29″ O      | Treppenspeicher           | Treppenspeicher als allseitig verbohlter Fachwerkbau in Hochrähmzimmerung mit eingezapften Ankerbalken unter Satteldach in roter Hohlpfannendeckung. Unten mit Holznagelung, sonst mit Schmiedenägeln befestigt. Im Westen Dachüberstand mit Außentreppenanlage, im Türsturz Inschrift. 1824 errichtet, 1910 umgesetzt. | 33731539 | BW   |
| Sackwinkel 6 52° 36′ 40″ N, 10° 17′ 24″ O     | Wohn-/ Wirtschaftsgebäude | Im Hofgefüge zurückgesetzter Zweiständer-Fachwerkbau auf Bruchsteinsockel unter Halbwalmdach in roter Hohlpfannendeckung. Südliche Giebelseite mit leicht außermittigen Toreinfahrt, Torsturz mit Inschrift. Leicht verändertes Fachwerkgefüge mit roter Backsteinausfachung. Östliche Giebelseite mit Ladestock, nördlich der Wohnteil. 1785 errichtet. | 33731581 | BW   |
| Sackwinkel 6 52° 36′ 39″ N, 10° 17′ 26″ O     | Scheune                   | Zur Straße hin giebelständige Scheune als allseitig vertikal verbretterter Ständerbau unter Halbwalmdach in roter Hohlpfannendeckung. Zur Hofseite zwei Quereinfahrten. | 33731559 | BW   |